# 라우노 매키넨
라우노 레오나르드 매키넨(핀란드어: Rauno Leonard Mäkinen, 1931년 1월 22일 ~ 2010년 9월 9일)은 핀란드의 레슬링 선수이다. 그는 레슬링 자유형에서 시작했고 1952년 하계 올림픽에서 6위를 했다. 그는 그레코로만형으로 전향했고 1956년 올림픽에서 금메달을 땄다. 그의 나머지 경력은 부상으로 어려움을 겪었다. 그는 1960년 올림픽에서 철수한후 현역에서 은퇴했으며, 은퇴 이후 코치로서 활동하였다.